# Odontobuthus odonturus
Odontobuthus odonturus, někdy nazývaný též štír opatrný je štír z čeledi Buthidae.

## Popis
Velikost mezi 45 až 60 mm. Na metasomě má tento štír zvláštní zajímavé hrbolovité útvary.

## Areál rozšíření
Vyskytuje se v Indii a Pákistánu.

## Chov
K chovu je třeba pouštní terárium a napáječka. V teráriu musí být množství úkrytů převyšující počet štírů. Teplota je vhodná mezi 24–30 °C. Dospělce lze chovat pohromadě, ale mláďata se mezi sebou požírají.